# 索洛杜希
索洛杜希（烏克蘭語：Солодухи）是烏克蘭東北部的舊村，曾經由蘇梅州的羅姆內區負責管轄，處於赫梅利夫卡河畔，分別距離扎克利莫克1公里、切爾沃內2公里和赫梅利夫2.5公里，1982年人口10。